# Jakša Vulić
Jakša Vulić je hrvatski bivši košarkaš, danas košarkaški trener.
Igrao je krajem 1980-ih i '90-ih.

## Klupska karijera
- Hiron, Zagreb
- KK Zagreb (bio je kapetan)
- Vinkovci

Većinu karijere proveo je u KK Zagreb, gdje je bio i kapetan. Karijeru je završio u trećeligašu Hironu 1997. godine. 2002. je uveo klub u 1. HKL. Hiron je vodio i te prvoligaške sezone. Ni tad nije izostao uspjeh. Već u prvoj sezoni 5. su mjestom u A-1 Ligi za prvaka izborili plasman u FIBA kup.
Njegov višegodišnji klub Zagreb ponudio mu je trenersko mjesto. Vulić je prihvatio, a ondje je ostao kratko, do siječnja 2004. godine, dok je mjesto trenera Hirona preuzeo njegov dotadašnji pomoćnik Dejan Jovović. Vulić se sezone 2004./05. vratio u Podsused.
Prvoligaške sredine opet su uočile njegov dobar rad. Krajem te sezone pozvali su ga iz hercegovačkog kluba Široki Hercegtisak, koji je prihvatio. U Širokom je bio od ljeta 2005. i rezultati su opet bili tu: naslov prvaka i osvajača kupa Bosne i Hercegovine.
Vulićev bivši klub Hiron u međuvremenu prozvao se Cedevita. Do Vulićeva novog povratka 2006./07. vodili su ga Srećko Medvedec i Rudolf Jugo. Vulić je s Cedevitom izborio kvalifikacije za FIBA kup. Sezona 2007./08. nije počela uspješno. Ispali su u rečenim kvalifikacijama od nepoznatog makedonskog ligaša Strumice. K tome je Cedevita izgubila prve dvije utakmice u prvenstvu i sve je rezultiralo raskidom ugovora.
Nakon toga otišao je voditi Dubravu.
Poslije Dubrave trenirao je juniore Širokog s kojim je postao prvak BiH. Ujedno je postao i izbornikom hrvatske juniorske reprezentacije, s kojom se je natjecao na Europskom prvenstvu 2011. u Poljskoj. Iduću sezonu (2011./12.) također je vodio juniore Širokog.
Poslije toga otišao je u Cedevitu gdje je trenirao juniore. Vodio je i Mladost u A-2 ligi Centar. Nakon kraćeg vremena otišao je za pomoćnika Božidaru Maljkoviću, dok je njegovo staro mjesto preuzeo Mladen Starčević. Nakon odlaska Božidara Maljkovića 2013., vodio je prvi sastav Cedevite. Poslije iste sezone još je jednom uskočio kao zamjena smijenjenom treneru, Aleksandru Petroviću.
Cijelo je to vrijeme bio izbornikom hrvatskih juniora. Najveći uspjeh svoje dosadašnje trenerske karijere postigao je s hrvatskom juniorskom reprezentacijom s kojom je kao izbornik osvaja naslov europskog prvaka na prvenstvu Litvi ljeta 2012. godine.
Nakon odlaska Gašpera Okorna, Vulić 4. prosinca 2015 preuzeo KK Helios Suns. Dotad je vodio Hiron (današnju Cedevitu), Zagreb, Široki, Dubravu i Cedevitu a bio je i izbornik hrvatske juniorske reprezentacije s kojom je na europskom prvenstvu u Litvi 2012. godine postao prvakom. koje je odveo do pokala Alpe Adria 2016. i slovenskog prvenstva 2015./2016.

## Trenerska karijera
Kad je s Hironom Botincem ušao u 2. HKL 1998. Vulić postao je i trener. Na tom je mjestu bio 5 sezona.
- Hiron
- KK Zagreb
- HKK Široki
- KK Dubrava
- Hrvatska košarkaška reprezentacija do 18 godina
- KK Cedevita
- KK Helios Domžale